# Jacob Johan van Kerkwijk
Jacob Johan van Kerkwijk (Ouddorp, 19 december 1830 - 's-Gravenhage, 21 mei 1901) was een Nederlands politicus en Thorbeckiaans Tweede Kamerlid.
Van Kerkwijk, telg uit het geslacht Van Kerkwijk, was bijna veertig jaar liberaal Tweede Kamerlid als afgevaardigde voor het district Zierikzee. Hij behoorde tot de Thorbeckianen. Hij was een bekende figuur in Den Haag, waar hij in de gemeenteraad zat. In de Kamer was hij een veelzijdig lid, dat openhartig, scherp en puntig zijn standpunten naar voren bracht. Hij had vaak de lachers op zijn hand, maar was ook gevreesd vanwege zijn snedige opmerkingen. Hij diende een initiatiefvoorstel in om de gemeenteraad de burgemeester te laten kiezen, maar dat werd verworpen.
Hij was de zoon van Abram Willem Bernardus van Kerkwijk. Deze was burgemeester van Ouddorp van 1826-1856.

## Tweede Kamer
| Periode |
| --- |
| 04-03-1863 t/m 18-09-1866 19-09-1866 t/m 30-09-1866 19-11-1866 t/m 02-01-1868 25-02-1868 t/m 19-09-1869 20-09-1869 t/m 14-09-1873 |